# Otto Josef Lohmann
Otto Josef Lohmann (* 4. April 1838 in Nievenheim; † 26. Juni 1916 in Düren) war ein deutscher römisch-katholischer Geistlicher. Er dichtete das Kolpinglied Ein Gotteshaus steht zu Köln am Rhein.

## Leben

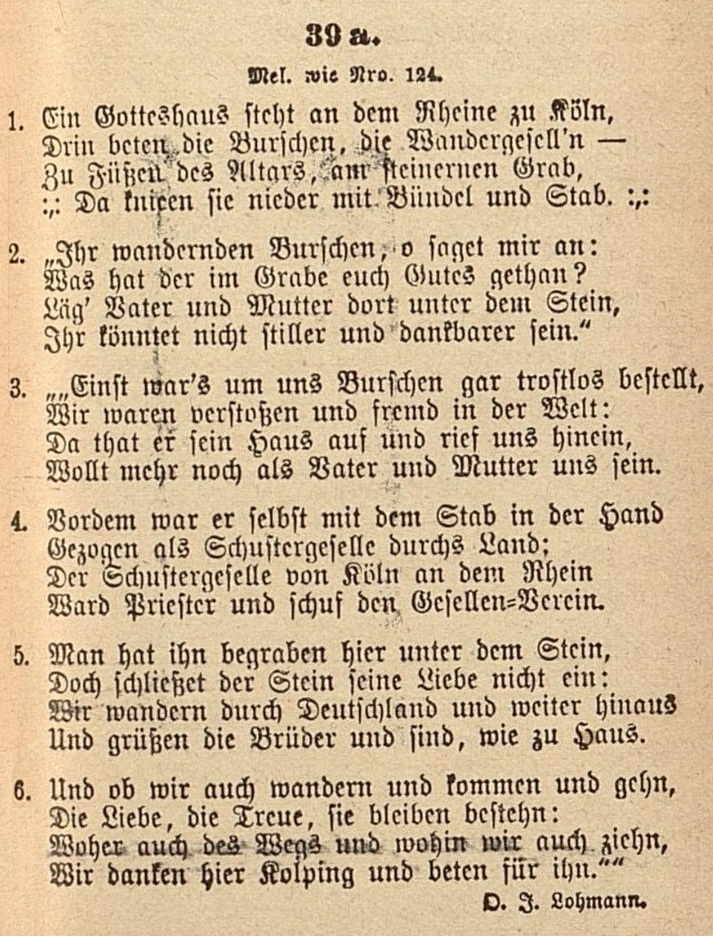
Ein Gotteshaus steht an dem Rheine zu Köln, Kolping-Grablied in Feierabend. Liederbuch für den Katholischen Gesellen-Verein, Coesfeld 1897

Otto Josef Lohmann, Sohn eines Lehrers, besuchte das Gymnasium in Neuss und studierte anschließend Theologie. 1862 empfing er im Kölner Dom von Weihbischof Johann Anton Friedrich Baudri die Priesterweihe. Er wurde Vikar in Kettwig und 1867 Kaplan an St. Antonius in Barmen. Hier engagierte er sich besonders als Präses des Gesellenvereins. In dieser Zeit entstand das bis heute bei Kolpingfeiern – meist in überarbeiteten Versionen – viel gesungene Lied Ein Gotteshaus steht zu Köln am Rhein, das den Besuch von Kolpinggesellen an Adolph Kolpings Grab in der Kölner Minoritenkirche beschreibt. Lohmann unterlegte den Text einer damals bekannten Melodie von Friedrich Silcher.
1889 wurde Lohmann Pfarrer in Elsen und 1891 Pfarrer (ab 1895 Dechant) an St. Anna in Düren. Hier galt sein besonderes Engagement der Um- und Neugestaltung mehrerer Kirchen, dem Wiederaufbau des Pfarr- und Ordenslebens nach dem Kulturkampf, der Schulinspektion und dem Waisenhaus St. Josef.
Lohmann wurde mit dem Roten Adlerorden 4. Klasse und dem Kronenorden 3. Klasse geehrt.